# 橘田光弘
橘田 光弘（きった みつひろ、1942年7月3日 - ）は、兵庫県出身のプロゴルファー。
同じくプロゴルファーの橘田規は実兄。　

## 来歴
市議会議員の父を持つ農家に生まれ、三木高校卒業後は8歳年上の兄・規が所属していた廣野ゴルフ倶楽部で研修生となり、1962年にプロテストに合格。　
1970年の日本プロでは最終日第3ラウンド終了時で鈴村久と並び、首位タイで初優勝をビッグタイトルで飾るチャンスであったが、73と苦戦し、佐藤精一に1打差で敗れて2位に終わる。
日本オープンでは2日目に陳清波（ 中華民国）と共に首位青木功から3打差の3位に着け、36ホールの最終日は青木・謝敏男（中華民国）と共に最終組となるが、第3ラウンドで首位の青木は74と乱れた結果、通算4アンダーで最終組の3人と前で回る陳の4人が並んだ。最終ラウンドではまず陳が脱落し、最終組では謝が一時通算6アンダーとして抜け出すが、13、15番をボギーとして後退。16番を終えた時点で橘田が5アンダーで首位、青木と謝が1打差で追っていた。17番で青木がバーディーを奪って橘田に並び、謝はボギーで後退。18番パー4、青木の2打目はピンまで7ｍのカラーに止まり、対する橘田の5番アイアンのショットはグリーンに着弾するとピンに向かって転がり、大歓声の中で僅か20cmまで寄っていった。最後の望みをかけた青木のパットが外れ、橘田は難なくウイニングパットを沈め、1965年と1967年に日本オープンを制している兄・規に続き、大会史上初の兄弟優勝を成し遂げた。橘田は記者に勝因を聞かれ「最後まで優勝を意識しなかったことでしょうね」と話したが、周囲を気にせず自分のプレーに徹する姿勢が最後のスーパーショットに繋がった。
1974年の全日空札幌オープンでは初日こそ5位であったが、2日目には強風で苦しいプレーが続く中、14番ホールの第3打をグリーン奥から50cmにつけパーであがるなど最後まで好調で、3連続を含む7バーディ、3ボギー、2日間通算6アンダー138で首位に立っている。
1977年の東北クラシックでは2日目に69をマークして杉原輝雄・尾崎将司・安田春雄・吉川一雄と並んでの7位タイ、3日目には安田と共に上原宏一、リチャード・ホーレス・サイクス（ アメリカ合衆国）と並んでの8位タイに着け、最終日には入江勉と並んでの9位タイに入った。
1978年から1980年には地元の兵庫県オープンを3連覇したほか、1979年には賞金ランク対象となった美津濃トーナメントで杉原・寺本一郎・島田幸作・新井規矩雄・前田新作・鈴木規夫を抑えて優勝。
1987年の関西プロでは山本善隆・重信秀人に次ぐと同時に秋富由利夫・上野忠美・杉原を抑えて4位に入り、1988年の関西オープンを最後にレギュラーツアーから引退。
シニア入り後は1994年の日本シニアオープンで初日に5バーディーを奪い4アンダーの68で単独首位に立つと、2日目は通算8アンダーの136、3日目も通算9アンダーで首位をキープしたが、最終日に国内シニア初登場であった青木の逆転を許し2位に終わる。
東広野ゴルフ倶楽部ヘッドプロを経て、現在はフリーとなり、地元の三木で「みっきぃジュニアゴルフ塾」講師などを務めている。
東広野GCヘッドプロ時代の2001年には、マンシングウェアオープン KSBカップ直前に練習をかねて知人らと訪れたディネッシュ・チャンドに「フォロースルーで、左脇が開いている」とワンポイントアドバイス。ショットが左ばかり行くのが分からなかったチャンドは、橘田との1時間の練習で球がまっすぐ飛ぶようになり、橘田はチャンドの大会優勝とシード奪回をアシストした。

## 主な優勝

### レギュラー
- 1970年 - 日本オープン
- 1978年 - 兵庫県オープン
- 1979年 - 美津濃トーナメント、兵庫県オープン
- 1980年 - 兵庫県オープン